# Kościół świętych Nereusza i Achillesa w Rzymie
Kościół świętych Nereusza i Achillesa (wł. Chiesa dei Santi Nereo e Achilleo) – rzymskokatolicki kościół tytularny w Rzymie.
Świątynia ta jest kościołem rektoralnym parafii Santa Maria in Vallicella oraz kościołem tytularnym. W związku z zamknięciem od 2013 roku z powodu remontu bazyliki św. Sykstusa pełni rolę kościoła stacyjnego z czwartej środy Wielkiego Postu.

## Lokalizacja
Kościół znajduje się w XXI Rione Rzymu – San Saba przy Viale delle Terme di Caracalla 28 naprzeciwko wejścia do term Karakalli.

## Patroni
Patronami świątyni są święci Nereusz i Achilles – rzymscy żołnierze, którzy ponieśli śmierć męczeńską za wiarę chrześcijańską w III lub IV wieku.

## Historia
Nie wiadomo kiedy powstał pierwszy kościół w tym miejscu, natomiast jest wzmiankowany jako Titulus Fasciolae w tekście datowanym na 377 rok. Był również wzmiankowany w aktach synodu w 499 roku. Z kolei akta synodu z 595 roku określają go jako Titulus SS. Nerei e Achillei. Kościół został przebudowany w 814 roku, a Liber Pontificalis podają jako powód zaniedbanie i powodzie, przy czym nowy kościół postawiono na wyżej położonym miejscu obok starego.
Kościół został odnowiony za Sykstusa IV przed jubileuszem 1475 roku. Wyburzono wówczas fasadę i dwa pierwsze przęsła nawy, które zastąpiono małym placykiem istniejącym do dzisiaj, usunięto również starożytne kolumny arkad, które zostały zastąpione ceglanymi filarami w stylu renesansowym. Obecny wygląd kościoła jest efektem renowacji przeprowadzonej przez kardynała Cezarego Baroniusza w latach 1596-1598.

## Architektura i sztuka
Konstrukcja fasady (pochodząca prawdopodobnie z przebudowy w XV wieku) jest bardzo prosta. Wejście flankują dwie kolumny w porządku doryckim z szarego granitu podtrzymujące naczółek z tympanonem ozdobionym krzyżem z dwiema gałęziami palmowymi. Nad frontonem okna znajduje się tondo z wizerunkiem Matki Bożej z Dzieciątkiem.
Kościół jest zbudowany z cegły, ma trzy nawy, półokrągłą apsydę, nie ma natomiast transeptu. Nawa ma obecnie sześć przęseł. Cykl fresków zdobiących ściany nawy przedstawia obrazy legendarnych dziejów patronów kościoła.
Koncha apsydy ozdobiona jest freskiem przedstawiającym świętych oddających cześć Prawdziwemu Krzyżowi. W górnej części apsydy znajduje się starożytny rzeźbiony gzyms przedstawiający pogańskie bóstwa. Malowidło na ścianie apsydy przedstawia papieża Grzegorza Wielkiego wygłaszającego kazanie.
Pod ołtarzem głównym znajdują się relikwie świętych Nereusza i Achillesa (bez głów) oraz św. Flawii Domitylli.
Baldachim pochodzi z renowacji w XVI wieku, składa się z kolumn w porządku jońskim z afrykańskiego marmuru wspierających kopułę.
Za ołtarzem głównym znajdują się dwa starożytne pogańskie ołtarze ofiarne pochodzące z okolicznej świątyni.
Świecznik paschalny został zrobiony w XV wieku z rzeźbionej marmurowej tralki datowanej na II wiek.
Ambona z polichromowanego marmuru pochodzi z 1597 roku. Stoi ona na dwóch starożytnych elementach, pochodzących prawdopodobnie z term Karakalli; jeden z nich jest z afrykańskiego marmuru, drugi natomiast z porfiru. Uważa się, że sama ambona pochodzi z bazyliki św. Pawła za Murami.
Ściany naw bocznych zdobią freski przedstawiające sceny męczeństwa Apostołów.

## Kardynałowie prezbiterzy
Kościół świętych Nereusza i Achillesa jest jednym z kościołów tytularnych nadawanych kardynałom-prezbiterom (Titulus Sanctorum Nerei et Achillei).
- Amico (1117-1139)
- Enrico Pisano (1152-1166)
- Berenger Fredol (1305–1309)
- Berenguer Fredol (1312–1317)
- Regnaud de La Porta (1320-1321), in commendam (1321-1324)
- Pierre Roger de Beaufort-Turenne (1339–1342)
- Jean du Cros (1371–1376), in commendam (1376-1383), od 1378 w obediencji awiniońskiej
- Tommaso da Frignano OFM (1378–1380), administrator (1380–1381)
- Pierre du Cros[a] OSB (1383–1388)
- Giovanni Berardi (1440–1444), in commendam (1444-1449)
  - Bernard de La Planche (Planca)[b] (1440–1441)
- Jean d'Arces (1450–1454)
- Burkhard von Weisbriach (1462–1466)
- István Várdai (1468–1471)
- Giovanni Arcimboldi (1473–1474)
- Giovanni Battista Mellini (1476–1478)
- Cosma Orsini (1480–1481)
- Giovanni Conti (1483–1484)
- Giovanni Antonio Sangiorgio (1493–1503)
- Juan Zúñiga y Pimentel (1503–1504)
- Francesco Alidosi (1505–1506)
- Francisco de Borja (1506–1511)
- Bonifacio Ferrero (1517–1533)
- Reginald Pole, diakon pro hac vice (1537–1540)
- Enrique de Borja y Aragón, diakon pro hac vice (1540)
- Roberto Pucci (1542–1544)
- Francesco Sfondrati (1545–1547)
- Juan Martínez Silíceo (1556–1557)
- Jean de Bertrand (1557–1560)
- Ludovico d’Este, diakon pro hac vice (1562–1563)
- Gabriele Paleotti (1565)
- Giovanni Francesco Morosini (1588–1590)
- Cezary Baroniusz (1596–1607)
- Innocenzo del Bufalo-Cancellieri (1607–1610)
- Pier Paolo Crescenzi (1611–1629)
- Antonio Santacroce (1630–1641)
- Marcantonio Bragadin (1642–1646)
- Cristoforo Vidman, diakon pro hac vice (1647–1657); prezbiter (1657–1658)
- Baccio Aldobrandini (1658–1665)
- Neri Corsini (1666–1678)
- Flaminio Taja (1681–1682)
- Girolamo Casanate (1686–1689)
- Leandro Colloredo CO (1689–1705)
- Alessandro Caparra (1706–1711)
- Benedetto Erba Odescalchi (1715–1725)
- Niccolò Spinola (1725–1735)
- Pierre Guérin de Tencin (1739–1758)
- Nicolò Maria Antonelli (1759–1767)
- Lazzaro Opizio Pallavicini (1768–1778)
- František Herczan (1782–1788)
- Luigi Valenti Gonzaga (1790–1795)
- Ippolito Antonio Vincenti Mareri (1795–1807)
- Carlo Andrea Pelagallo (1816–1822)
- Giovanni Francesco Falzacappa (1823)
- Pietro Caprano (1829–1834)
- Giacomo Monico (1834–1851)
- François-Nicholas-Madeleine Morlot (1853–1862)
- Giuseppe Luigi Trevisanato (1864–1877)
- Inácio do Nascimento Morais Cardoso (1877–1883)
- Alfonso Capecelatro di Castelpagano CO (1885–1886)
- Gaspard Mermillod (1890–1892)
- Luigi Galimberti (1893–1896)
- Antonio Agliardi (1896–1899)
- Agostino Gaetano Riboldi (1901–1902)
- Anton Hubert Fischer (1903–1912)
- Pietro La Fontaine (1916–1921)
- Denis Dougherty (1921–1951)
- Celso Costantini (1953–1958)
- William Godfrey (1958–1963)
- Thomas Cooray OMI (1965–1988)
- Bernardino Echeverría Ruiz OFM (1994–2000)
- Theodore McCarrick (2001–2018)
- Celestino Aós Braco OFM Cap (2020–)